# Lin (textile)
Pour les articles homonymes, voir Lin.

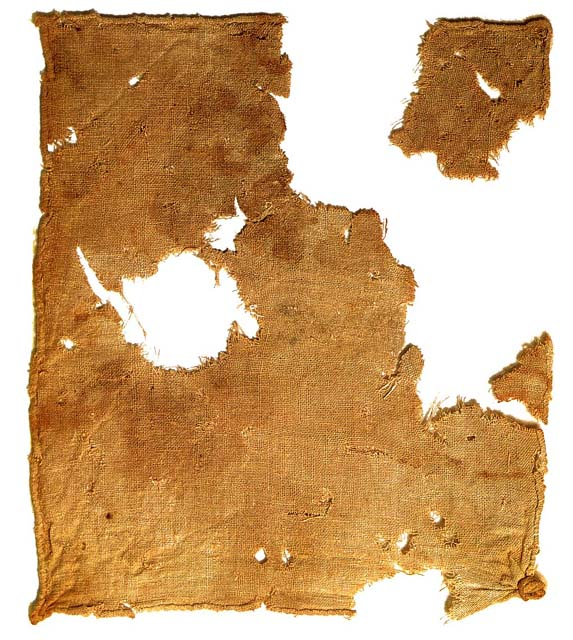
Étoffe de lin retrouvée à Qumrân.

Le textile de lin, ou toile de lin, est une étoffe fabriquée avec la fibre de lin cultivé ou Linum usitatissimum.

## Fabrication
Cette étoffe s'obtient par macération des tiges de lin (rouissage) à même le sol sous l'action des intempéries, afin d'en extraire les fibres. Ces fibres sont ensuite broyées et raclées pour en retirer la partie ligneuse (teillage) puis peignées afin qu'elles soient filées et enfin tissées pour constituer une toile.
La France est le principal pays d'Europe à cultiver le lin textile (ou lin fibre), essentiellement en Picardie, en Normandie, en Bretagne et dans le Pas-de-Calais et aussi la Belgique en Flandre. En 2021, les savoir-faire du lin textile sont inscrits à l'inventaire du patrimoine culturel immatériel en France.
Une partie importante de la production est réalisée en Europe de l'Est, mais il existe toujours une production de grande qualité et plus locale en Irlande, Italie et Belgique.
Les procédés de transformation ont évolué : ils respectent l’environnement et ne produisent pas de déchet, mais des produits dérivés dont pâte à papier, paillettes (paillis), graines et huile de lin, etc. 
Grâce aux nouveaux traitements de finissage comme easy care et notamment défroissables, le lin conserve au fil du temps ses qualités, il ne se déforme pas et ne peluche pas.
De nos jours, cette toile sert à la fabrication de vêtements, de linge de maison ou de tissus d'ameublement.

## Historique
D'après une récente découverte, les plus anciennes traces de la culture du lin datent d'il y a plus de 36 000 ans, en Géorgie occidentale. Cependant, l’identification des fibres et même l’interprétation des auteurs au sujet de leur trouvaille ont été mises en doute. De toute manière, les fibres coloriées retrouvées dans la fouille provenaient sûrement du lin sauvage.
Cultivé depuis 9 000 ans en Asie mineure, le Linum usitatissimum a été utilisé par l’homme d’abord pour produire de l’huile, et plus tard, comme textile, destiné à produire des objets utilitaires et des vêtements. Cette innovation s’est produite pendant le néolithique, dans un même espace géographique, le sud du Levant, avant l’apparition de la poterie, et coïncide avec le passage progressif d’un mode de vie basé sur la chasse et la cueillette à un autre basé sur l’élevage et l’agriculture, liés à la sédentarité et à la naissance des divinités.
Le lin a été introduit en Europe, il y a 2 000 ans. Les Babyloniens et les Égyptiens utilisaient des cordes en lin. Les fines bandelettes entourant les momies des pharaons étaient aussi en lin. Il en fallait près d'un kilomètre pour momifier un adulte.

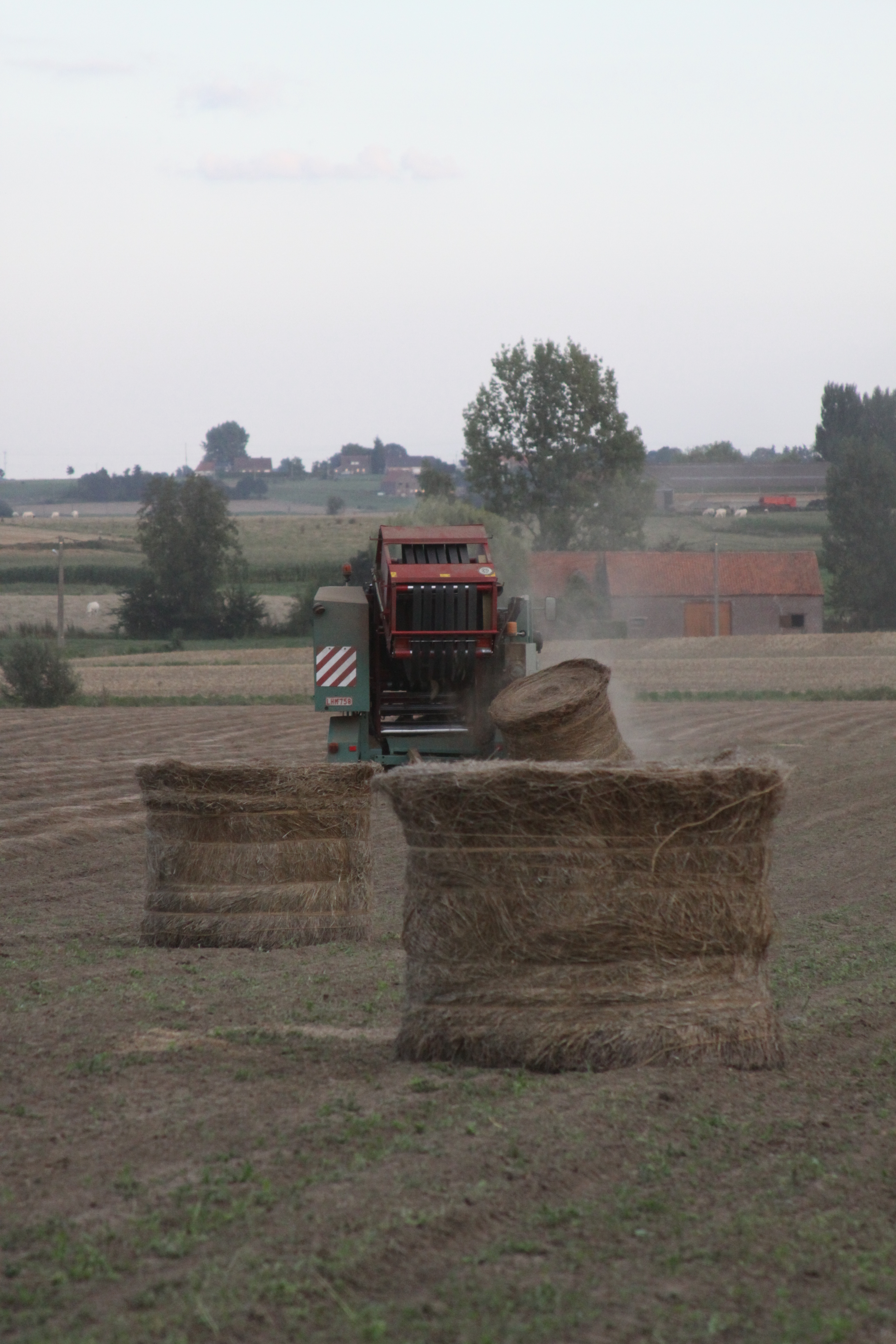
Fauchage et ballotage mécaniques de lin en Belgique, été 2009. On peut voir sur le côté gauche le lin en rouissage.

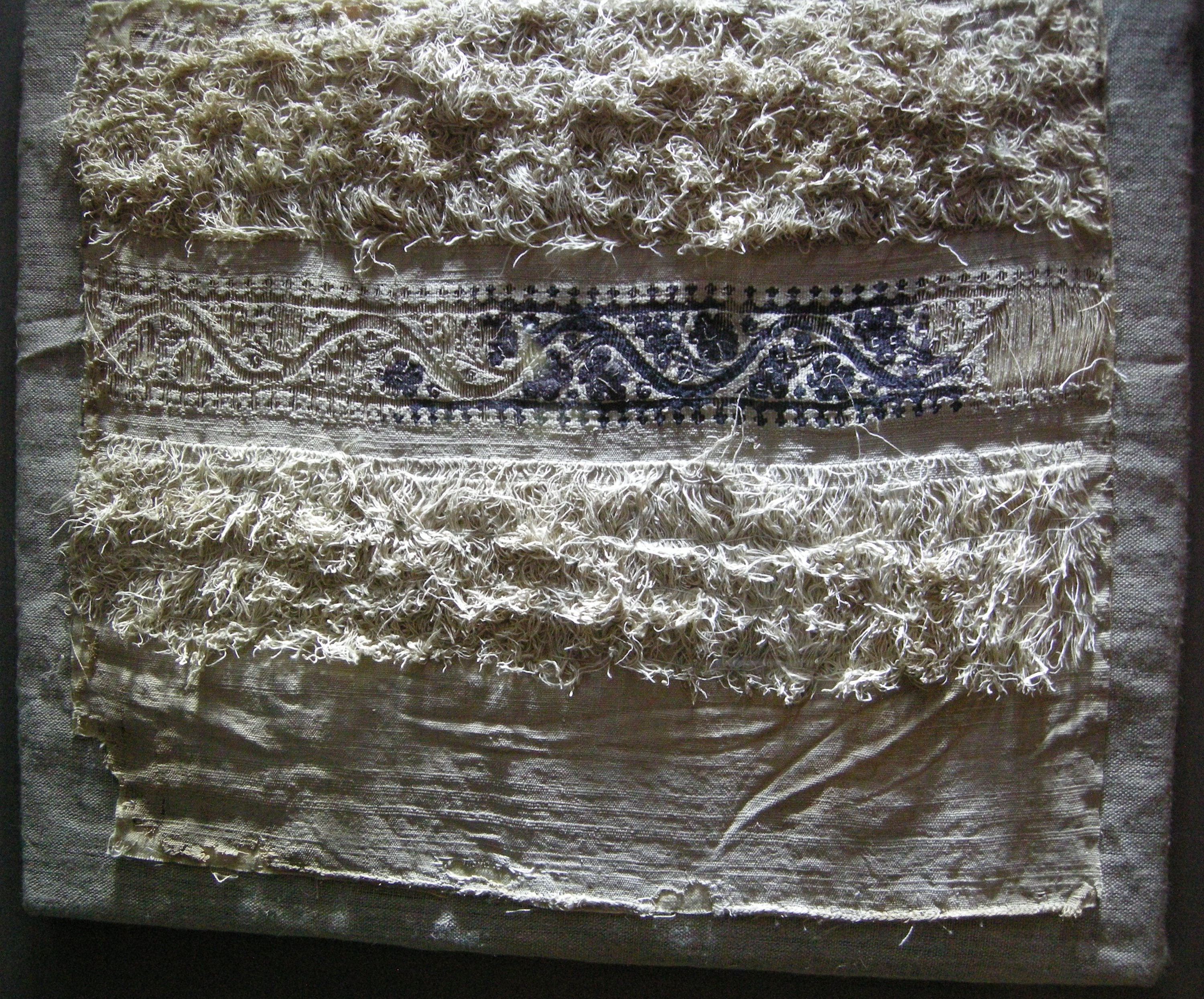
Tissu copte, lin et laine,. Musée Copte du Caire

De nouveaux usages apparaissent au XXe siècle, la fibre de lin pouvant dans certaines résines et bétons remplacer la fibre de verre utilisée comme matériau de renforcement.

## Caractéristiques

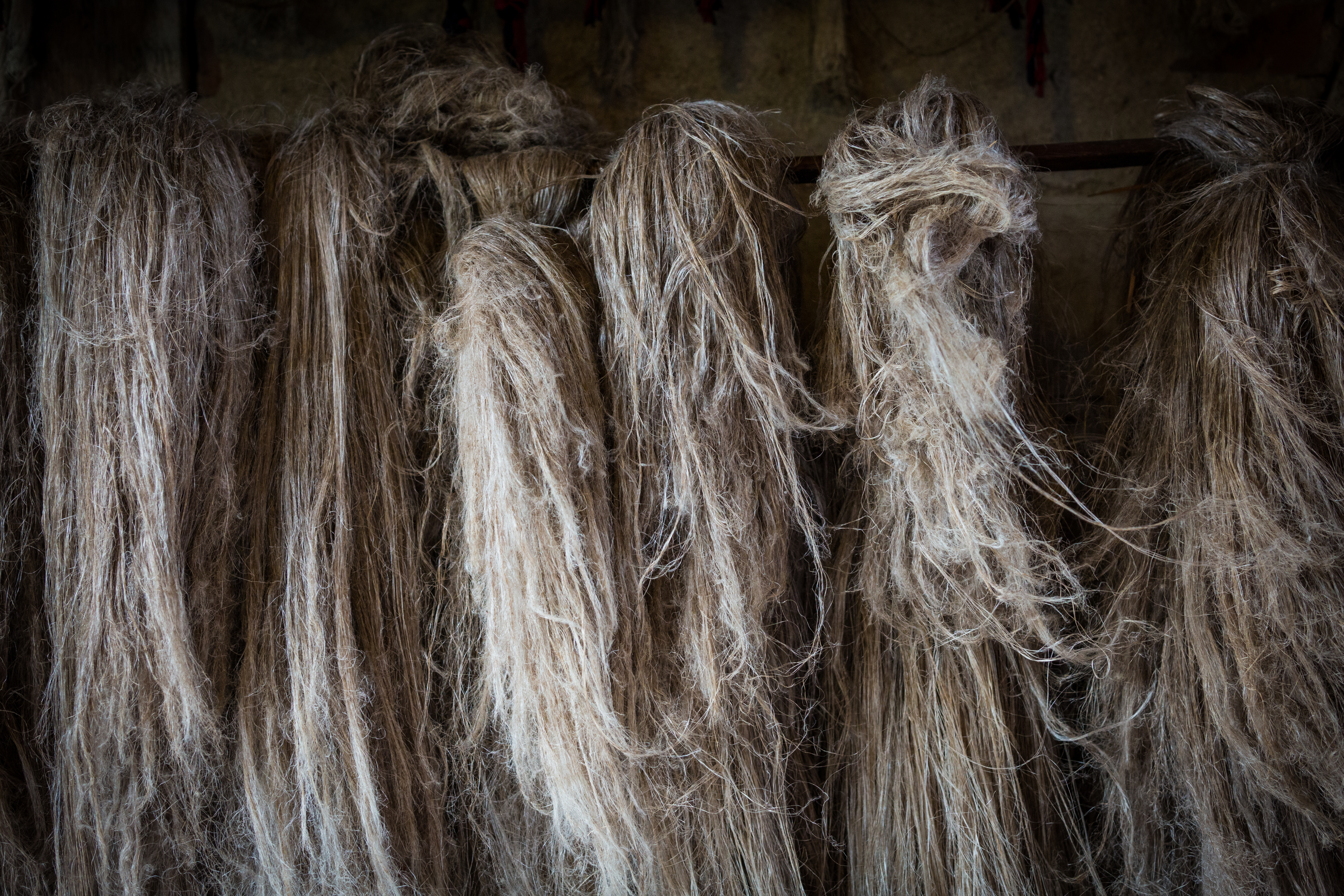
Filasse de fibre de lin.

Il s'agit d'une fibre végétale issue d'une culture demandant peu d'engrais et de pesticides.
Sa qualité de fibre naturelle en fait une étoffe anallergique, isolante et lui donne la propriété d'être un régulateur thermique (isolant l’hiver, respirant l'été). Résistante à la lumière et à l’eau, elle peut s'utiliser dans des pièces humides (salle de bains) ou s'exporter à l'extérieur de la maison (« lin outdoor » dans coussins, housses de fauteuil, nappes de terrasse). Mélangée à d'autres fibres, elle se prête à des textures variées (stretch avec élasthanne, transparence du « lin dévoré » avec viscose et polyester, « maille de lin » souvent associée à de la laine).

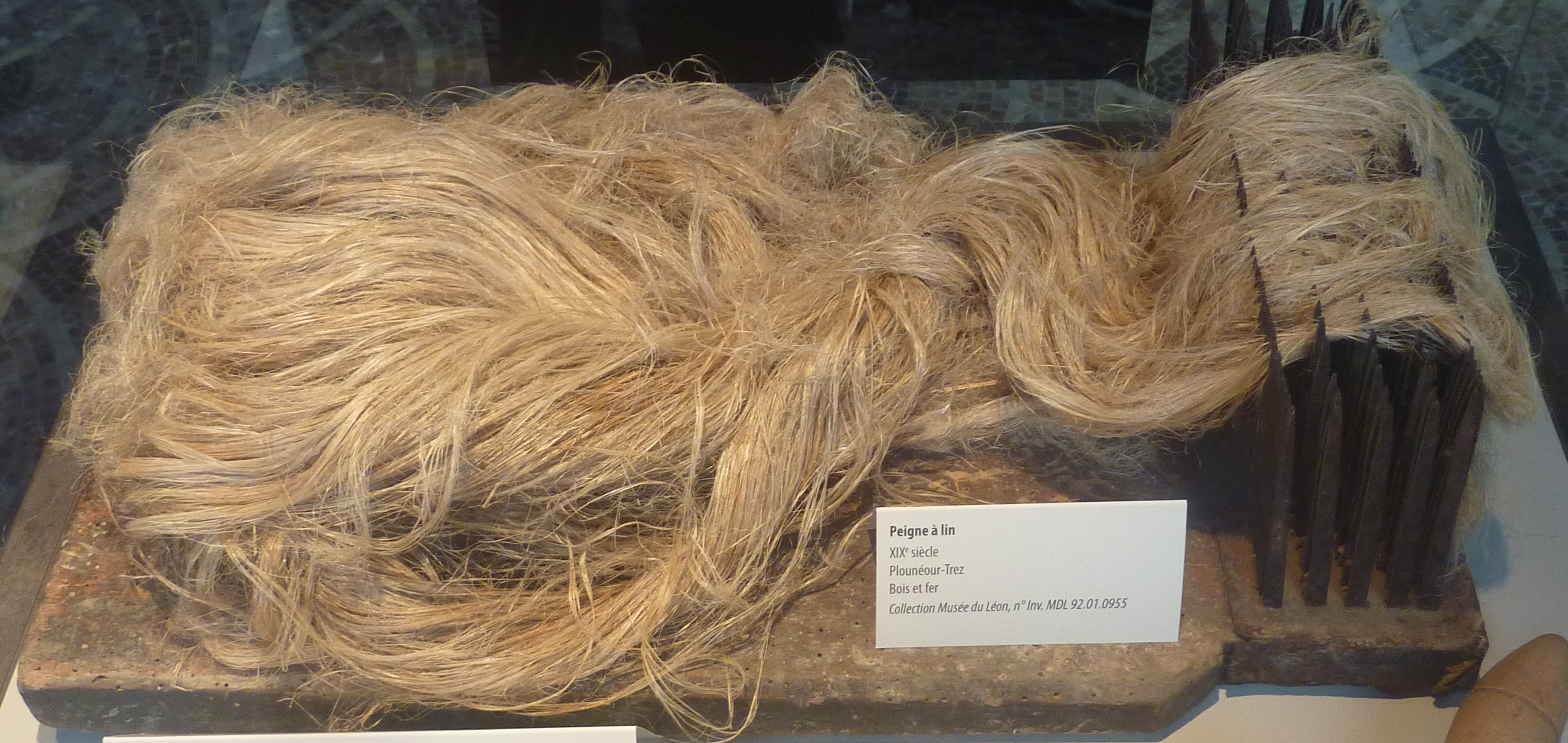
Peigne à lin datant du XIXe siècle, en bois et fer, provenant de Plounéour-Trez (Musée du Léon de Lesneven).

## Métis
Le métis est un tissu réalisé avec une chaîne en pur coton et une trame en pur lin, contenant au minimum 40% de lin. La viscose peut remplacer le coton. Ce tissu est plus doux et souple que celui réalisé en lin 100%.